# Clathria intermedia
Clathria intermedia är en svampdjursart som först beskrevs av Burton 1930.  Clathria intermedia ingår i släktet Clathria och familjen Microcionidae.
Artens utbredningsområde är havet utanför Norge. Inga underarter finns listade i Catalogue of Life.